# Al-Masry
El Al-Masry Sporting Club (en árabe: النادي المصري للألعاب الرياضية‎), conocido popularmente como Al Masry o El Masry, es un club deportivo de Egipto, de la ciudad de Port Said. El club, cuyo nombre significa "El egipcio", fue fundado en 1920 durante la ocupación británica de Egipto por un grupo de egipcios nacionalistas, su principal actividad es el fútbol y juega en la Primera División de Egipto y cuenta con 22 títulos nacionales oficiales.

## Historia
El Al-Masry fue fundado en 1920 como un club donde podían reunirse los líderes de los consejos estudiantiles de Puerto Saíd durante las revueltas contra la colonización. El nombre del club, Al-Masry, significa "El egipcio".

### Tragedia de Port Said
En un comunicado, el Ministerio del Interior explicó que hasta el momento 47 personas han sido detenidas por los enfrentamientos entre los hinchas del equipo local, Al Masry, y los del Al Ahly. Al Atnye explicó que la mayoría de fallecidos perdieron la vida por fracturas en el rostro y por hemorragias internas, y también hubo un gran número de ingresados por caídas desde los graderíos del estadio, donde se enfrentaban el Al Ahly, de El Cairo, y el equipo local, Al Masry. 
El ministro del Interior, Mohamed Ibrahim, aseguró en declaraciones a la televisión pública que todavía se están realizando detenciones por los sucesos, que comenzaron después de que los aficionados del Al Masry invadiesen el terreno de juego tras la victoria de su equipo para agredir a los jugadores rivales. Ibrahim señaló que había un total de 13.000 espectadores en el estadio, y que veinte brigadas de policías antidisturbios estaban encargadas de controlar la seguridad. Sin embargo, "pese a los preparativos policiales antes del partido, hubo una escalada de la violencia casi intencionada por una parte del público, y los servicios de seguridad actuaron ante esta actitud con sabiduría, para llevar el partido a buen puerto", según el comunicado de Interior. De igual forma, el Gobierno destacó la "insistencia intencionada de algunos grupos de hooligans en cometer agresiones injustificadas y crear un estado de caos" con la invasión final del campo.
El Ministerio finalizó su comunicado diciendo que ya había advertido en reiteradas ocasiones de la propagación de la violencia en los estadios de fútbol de Egipto.

## Uniforme
- Uniforme titular: Camiseta verde, pantalón verde, medias blanco.
- Uniforme alternativo: Camiseta blanco, pantalón verde, medias blanco.

## Estadio
El Al-Masry disputa sus partidos como local en el Estadio de Puerto Saíd.

## Datos del club
- Temporadas en 1ª: 56.
- Temporadas en 2ª: 2.
- Mejor puesto en la liga: 3.º
- Peor puesto en la liga: 13.º (2009/10)
- Portero menos goleado: Ahmed El-Shenawy 570 minutos sin recibir goles (2010-2011)

## Jugadores

#### Plantilla: 2024-25
- Actualizado al 1 de noviembre de 2024[1]

## Entrenadores
- Ehab Galal (diembre de 2018-febrero de 2020)
- Tarek El Ashri (febrero de 2020-agosto de 2020)
- Ali Maher (septiembre de 2020-agosto de 2021)
- Moïn Chaabani (septiembre de 2021-mayo de 2022)
- Hossam Hassan (mayo de 2022-agosto de 2022)
- Ehab Galal (septiembre de 2022-diciembre de 2022)
- Tarek Soliman (interino)
- Hossam Hassan (diciembre de 2022-mayo de 2023)
- Mimi Abdelrazek (mayo de 2022-julio de 2023)
- Ali Maher (julio de 2023-)[2]

## Palmarés

### Torneos nacionales oficiales
- Primera División de Egipto (0): Mejor puesto en la liga:3.º
- Copa de Egipto (1): 1997/98.
- Copa Confederación de Egipto (1): 1991/92.
- Copa del Sultan Hussein (3): 1932/33, 1933/34, 1936/37.
- Liga del Canal (17): 1931/32, 1932/33, 1933/34, 1934/35, 1935/36, 1936/37, 1937/38, 1938/39, 1939/40, 1940/41, 1941/42, 1942/43, 1943/44, 1944/45, 1945/46, 1946/47, 1947/48.

## Participación en competiciones internacionales

### CAF
| Temporada | Torneo                       | Ronda            | Club              | Casa | Visita | Global      |
| --------- | ---------------------------- | ---------------- | ----------------- | ---- | ------ | ----------- |
| 1999      | Recopa Africana              | 1                | Al-Merrikh SC     | 1-0  | 0-1    | 1-1 (4-3 p) |
| 1999      | Recopa Africana              | 2                | Asante Kotoko     | 1-0  | 0-1    | 1-1 (4-2 p) |
| 1999      | Recopa Africana              | Cuartos de final | AS Dragons        | 3-0  | 0-1    | 3-1         |
| 1999      | Recopa Africana              | Semifinales      | Club Africain     | 0-4  | 0-0    | 0-4         |
| 2002      | Copa CAF                     | 1                | Mathare United    | 2-0  | 2-0    | 4-0         |
| 2002      | Copa CAF                     | 2                | BDF XI            | 2-0  | 2-4    | 4-4 (a)     |
| 2002      | Copa CAF                     | Cuartos de final | AS Adema          | 2-0  | 1-0    | 3-0         |
| 2002      | Copa CAF                     | Semifinales      | JS Kabylie        | 1-0  | 0-2    | 1-2         |
| 2017      | Copa Confederación de la CAF | Preliminar       | Ifeanyi Ubah FC   | 1-0  | 0-1    | 1-1 (3-0 p) |
| 2017      | Copa Confederación de la CAF | 1                | Djoliba AC        | w.o. | w.o.   | w.o.        |
| 2017      | Copa Confederación de la CAF | Play-Off         | KCCA FC           | 1-0  | 0-1    | 1-1 (3-4 p) |
| 2018      | Copa Confederación de la CAF | Preliminar       | Green Buffaloes   | 4–0  | 1–2    | 5–2         |
| 2018      | Copa Confederación de la CAF | 1                | Simba             | 0–0  | 2–2    | 2–2 (a)     |
| 2018      | Copa Confederación de la CAF | Playoff          | CF Mounana        | 2–1  | 1–1    | 3–2         |
| 2018      | Copa Confederación de la CAF | Grupo B          | UD Songo          | 2–0  | 1–1    | 2º Lugar    |
| 2018      | Copa Confederación de la CAF | Grupo B          | Al-Hilal Omdurmán | 2–0  | 1–1    | 2º Lugar    |
| 2018      | Copa Confederación de la CAF | Grupo B          | RS Berkane        | 1–0  | 0–0    | 2º Lugar    |
| 2018      | Copa Confederación de la CAF | Cuartos de final | USM Alger         | 1–0  | 1–0    | 2–0         |
| 2018      | Copa Confederación de la CAF | Semifinales      | AS Vita Club      | 0–0  | 0–4    | 0–4         |
| 2018–19   | Copa Confederación de la CAF | 1                | Salitas           | 0–0  | 0–2    | 0–2         |
| 2019-20   | Copa Confederación de la CAF | 1                | Malindi FC        | 3-1  | 4-1    | 7-2         |
| 2019-20   | Copa Confederación de la CAF | Playoff          | Côte d'Or FC      | 2-0  | 4-0    | 6-0         |
| 2019-20   | Copa Confederación de la CAF | Fase de grupos   | FC Nouadhibou     | 1-0  | 3-2    | 2° Lugar    |
| 2019-20   | Copa Confederación de la CAF | Fase de grupos   | Enugu Rangers     | 4-2  | 1-1    | 2° Lugar    |
| 2019-20   | Copa Confederación de la CAF | Fase de grupos   | Pyramids FC       | 1-2  | 0-2    | 2° Lugar    |
| 2019-20   | Copa Confederación de la CAF | Cuartos de final | RS Berkane        | 2-2  | 0-2    | 2-3         |
| 2021-22   | Copa Confederación de la CAF | 2                | URA SC            | 1-0  | 0-0    | 1-0         |
| 2021-22   | Copa Confederación de la CAF | Playoff          | Rivers United     | 1-0  | 1-2    | 2-2 (a)     |
| 2021-22   | Copa Confederación de la CAF | Fase de grupos   | TP Mazembe        | 2-0  | 0-2    | 2° Lugar    |
| 2021-22   | Copa Confederación de la CAF | Fase de grupos   | AS Otoho          | 1-0  | 0-1    | 2° Lugar    |
| 2021-22   | Copa Confederación de la CAF | Fase de grupos   | Cotonsport Garoua | 2-0  | 0-0    | 2° Lugar    |
| 2021-22   | Copa Confederación de la CAF | Cuartos de final | RS Berkane        | 2-1  | 0-1    | 2-2 (a)     |

### Torneos Árabes
- Arab Cup Winners' Cup: 1 aparición

1999 – 3.er lugar
- Arab Champions League: 1 aparición

2008 – 1.ª ronda